# Sittisak Tarapan
Sittisak Tarapan (thailändisch สิทธิศักดิ์ ตาระพัน, * 23. November 1984 in Phetchabun) ist ein thailändischer Fußballspieler.

## Karriere
Sittisak Tarapan erlernte das Fußballspielen in den Bangkoker Jugendmannschaften von Chula United und dem TOT SC. Beim TOT SC unterschrieb er 2006 auch seinen ersten Vertrag. Der Verein spielte in der damaligen Thailand Provincial League. Die Pro League war eine Fußballliga, die vom thailändischen Sportverband, kurz SAT (Sports Administration of Thailand), durchgeführt wurde. Hier wurde man Meister. 2007 wechselte der Verein in die Thai Premier League. 2011 ging er zu Chula United. Der Verein spielte in der zweiten Liga, der Thai Premier League Division 1. Als Tabellendritter stieg der Verein Ende 2011 in die erste Liga auf. Das Gastspiel in der ersten Liga dauerte ein Jahr. Ende 2012 musste der Klub wieder den Weg in die Zweitklassigkeit antreten. Navy FC, ein Erstligist aus Sattahip in der Provinz Chonburi, nahm ihn ab 2015 unter Vertrag. Bis Mitte 2017 absolvierte er für die Navy 64 Erstligaspiele. Die Rückserie 2017 spielte er beim Ligakonkurrenten Sisaket FC in Sisaket. Ende 2017 musste er mit Sisaket in die zweite Liga absteigen. Nach dem Abstieg verließ er Sisaket und schloss sich dem Drittligisten Phrae United FC aus Phrae an. Für Phrae stand er die Hinserie auf dem Spielfeld, die Rückserie spielte er für den Zweitligisten Army United in Bangkok. Seit Anfang 2019 ist er vertrags- und vereinslos.

## Erfolge
TOT SC
- Thailand Provincial League: 2006